# チノン
チノン株式会社（英称:Chinon Industries Inc.）は、1948年（昭和23年）から2004年（平成16年）まで長野県に存在したカメラメーカー。1996年（平成8年）以降の本社は長野県茅野市豊平中大塩にあった。
チノン以前の社名は「有限会社三信製作所」（1952年-1953年）、「株式会社三信製作所」（1953年-1962年）、「三信光学工業株式会社」（1962年-1973年）。本項では旧チノン株式会社の関連会社として1962年に設立され、「CHINON」の商標権を承継した株式会社チノン（英称:Chinon Corporation）についても述べる。

## 概要
1948年に長野県諏訪郡宮川村（現・茅野市）で創業。カメラの鏡枠・鏡胴の生産を手始めに8mmシネカメラ、35mmカメラなどの製造に進出し、自社ブランド「チノン」のほか国内外の多くのカメラメーカーにOEM供給を行った。
近赤外線方式オートフォーカスカメラを国内で初めて開発するなどしたが、1990年代に多角経営化に失敗し債務超過に陥った。その後コダック傘下でデジタルカメラ開発を手がけ、2004年（平成16年）にコダック子会社のコダックジャパン・デジタルプロダクトディベロップメント株式会社に事実上吸収合併された。
商標「CHINON」は、コダック傘下入りまで旧チノン株式会社の関連会社だった株式会社三信商会が承継し、2005年に株式会社チノンに商号を変更。同社が製造販売する電子機器やデジタルビデオカメラなどのブランドとして使用されている。

## 歴史
長野県諏訪郡宮川村（現・茅野市宮川）出身の茅野弘が1948年（昭和23年）9月、仲間の守屋精治、木村正浩と共に間借りした宮川村の寒天工場に中古の旋盤を置いて三信製作所を創業。当初「オリンパスシックス」や6x6cm判「マミヤシックス」などの鏡枠やレンズ鏡胴の生産を手がけた。1952年（昭和27年）1月に有限会社化し、1953年（昭和28年）5月に株式会社化。1954年（昭和29年）に本社を長野県諏訪市高島1丁目に移転した。
当初は受注の確保に苦しみ、茅野弘社長が自身の土地を売却して従業員の給料に充てるなど厳しい経営が続いたが、独自技術によるズームレンズ開発を手がけて次第に評価を高め、1960年（昭和35年）には自社ブランド「チノン」による8mmシネカメラ用ズームレンズの製造販売を開始した。1962年（昭和37年）には三信光学工業株式会社に改称して株式を公開し、「チノン・ズーム8」を皮切りにチノンブランドで8mmシネカメラを次々と発表した。

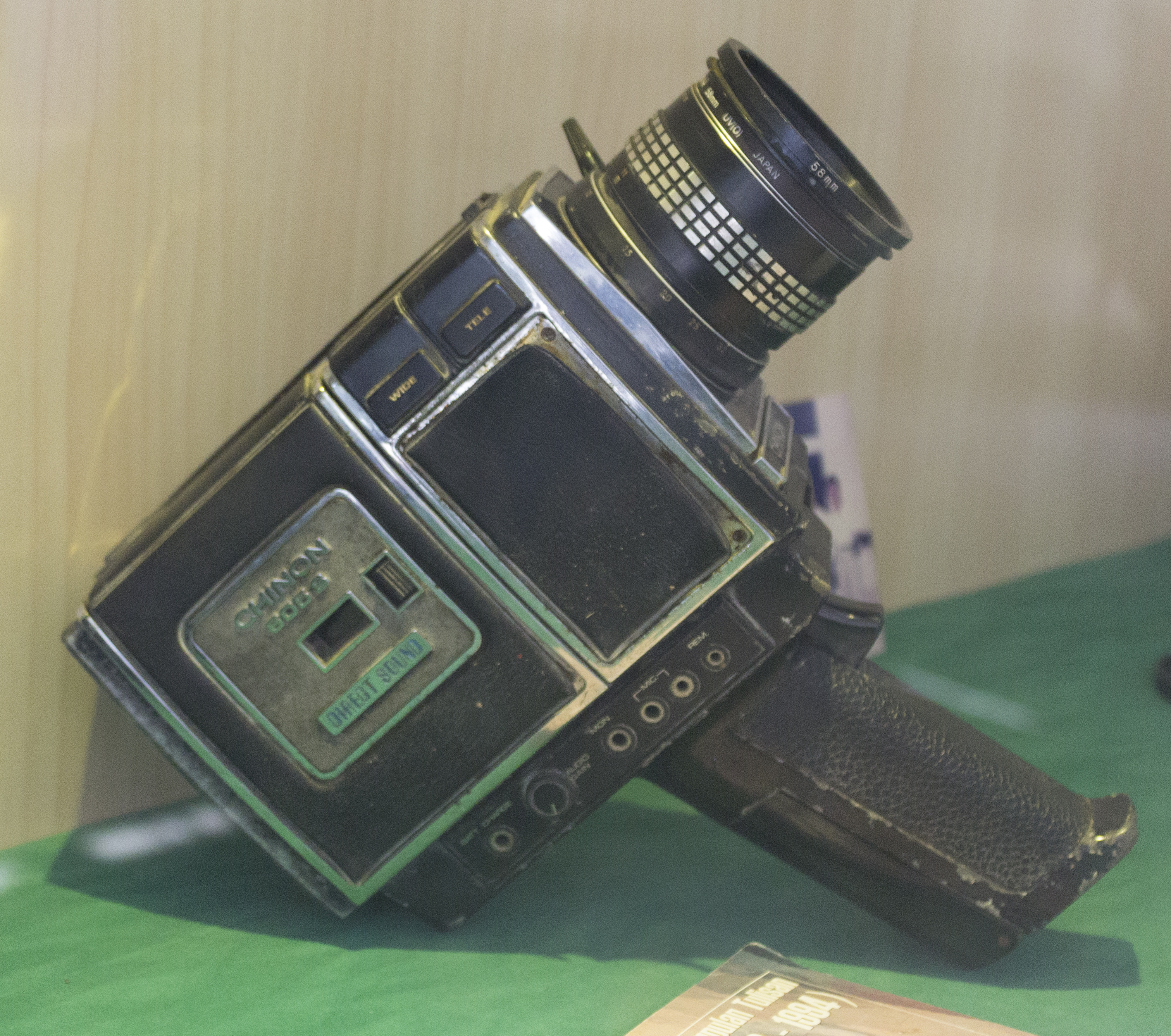
スーパー8のチノン606S（1970年、インドネシア国立報道記念館所蔵）

1973年（昭和48年）に商標と同じ「チノン株式会社」に改称し、東京証券取引所第二部に上場。1974年（昭和49年）には同時録音が可能なサウンド8mmカメラ「チノンダイレクトサウンド」3機種を発売し、サウンド8mmカメラの分野では国内トップメーカーの座を占めた。

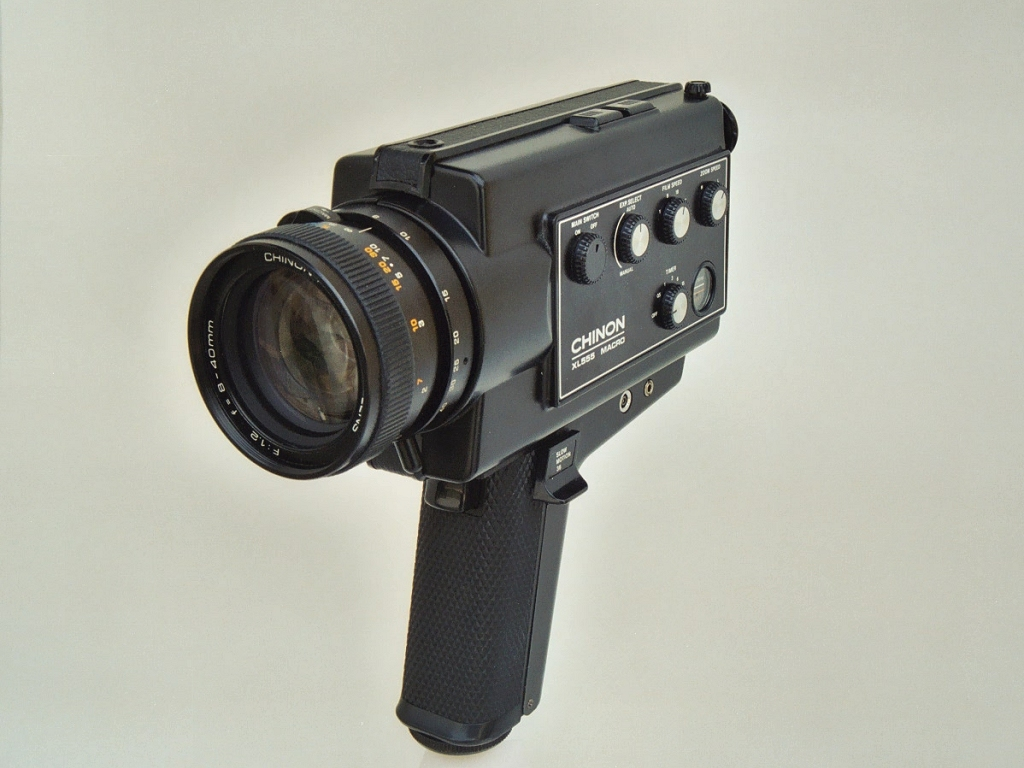
サウンド8mm全盛期のシネカメラ、チノンXL555マクロ（1976年）

一方スチルカメラでは、1971年に発売した距離計連動式のコンパクトカメラ「チノン35EE」を皮切りに、翌1972年にはM42マウントの35mm一眼レフカメラ「チノンM-1」を発売した。M42マウントやKマウントの35mm一眼レフおよびコンパクトカメラのOEM生産を中心に手がけ、輸出向けを中心にチノンブランドのカメラ製造販売にも力を入れた。同じ諏訪地方のカメラメーカーヤシカや同社子会社の富岡光学とは部品や製品の融通で相互協力関係にあり、海外向けを中心に互いのブランド名を冠した製品が多数知られている。

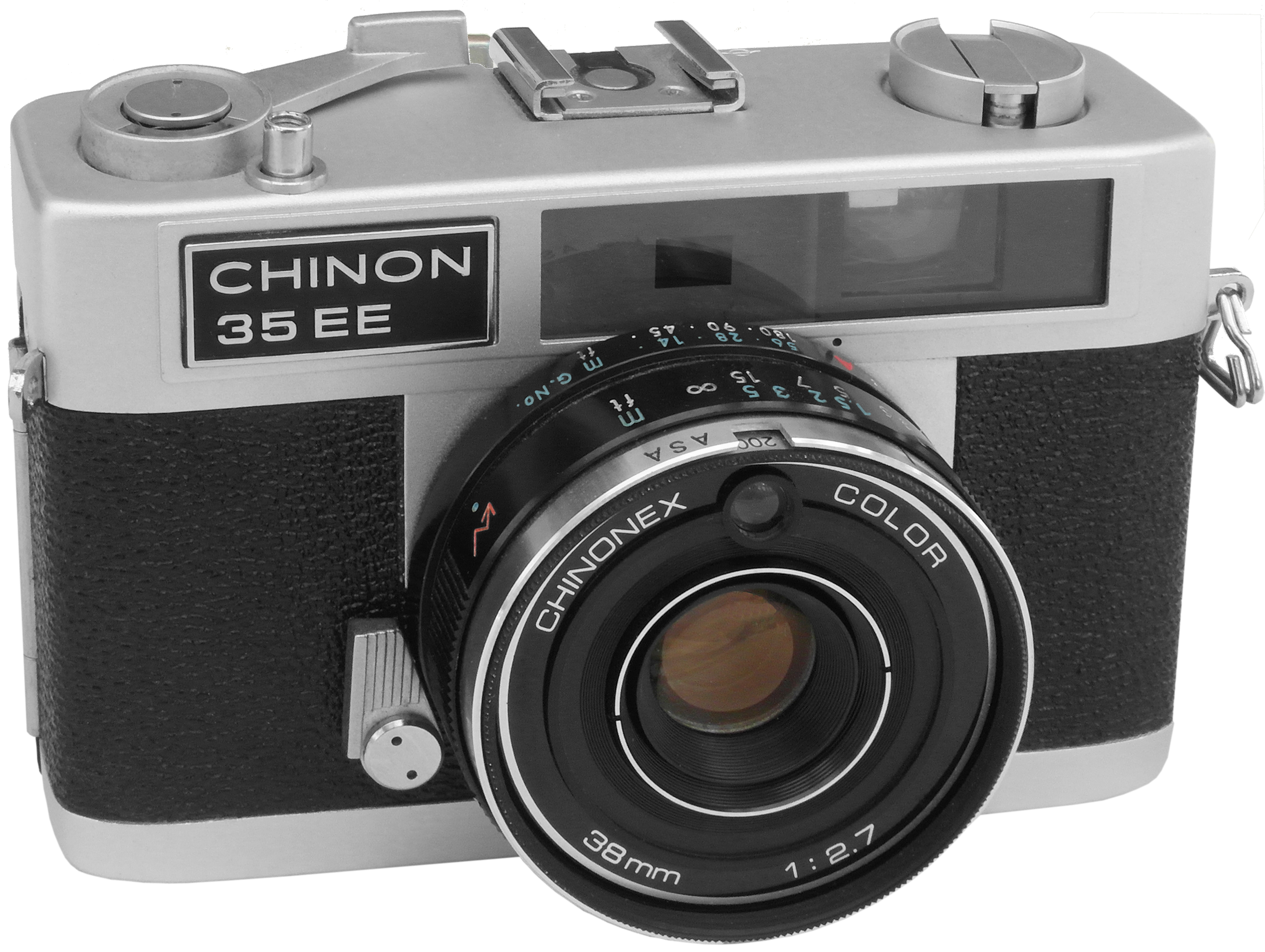
チノン初の35mmスチルカメラ、チノン35EE（1971年）

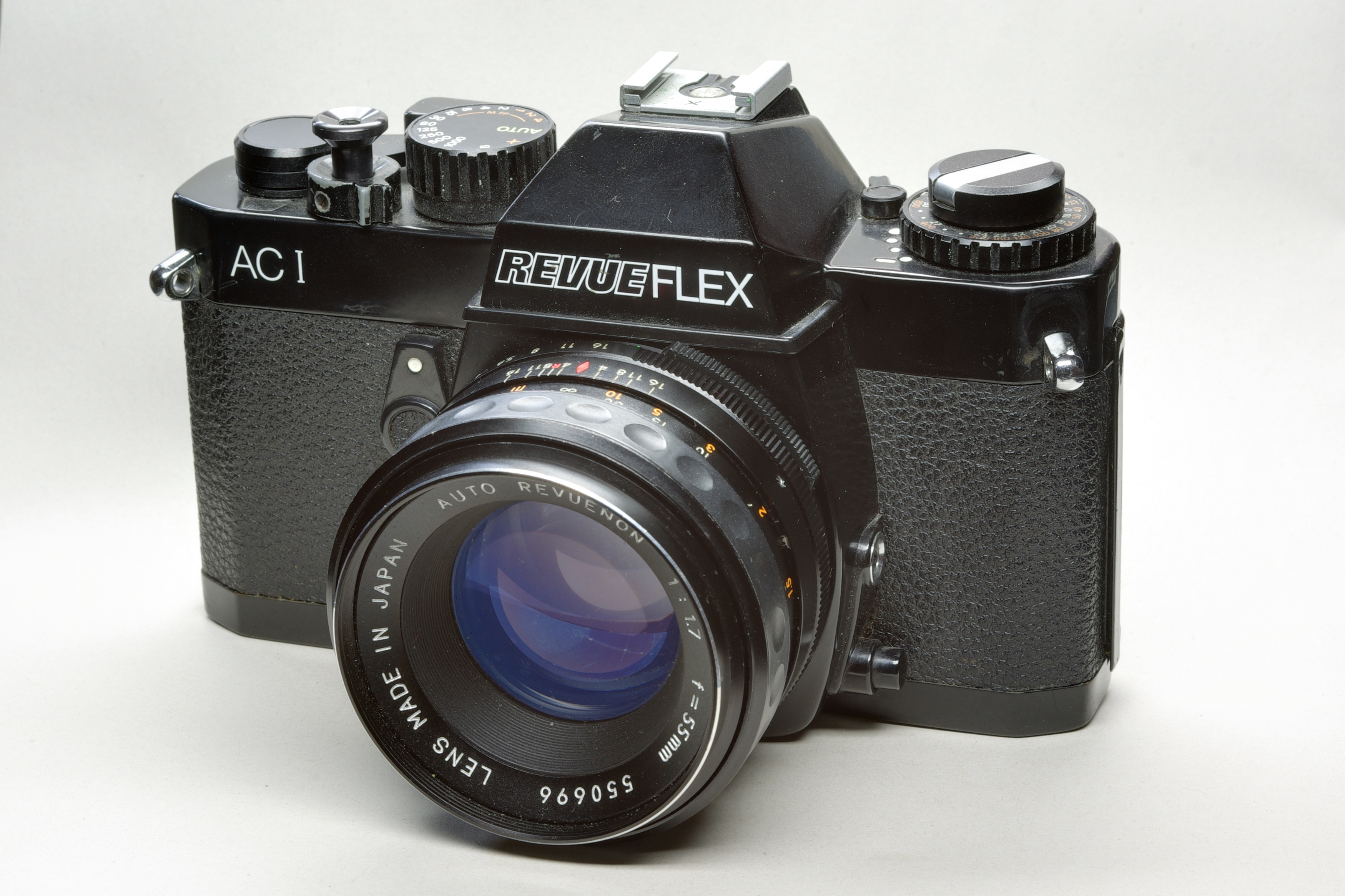
海外向け専用M42マウント一眼レフCEシリーズ“メモトロン”の最終機種チノンCE-3（1977年）。写真はレビューへのOEM供給製品

1981年（昭和56年）にサーボモーターによる無段階オートフォーカスコンパクトカメラ「チノンインフラフォーカス」を発売し、1986年（昭和61年）には茅野市豊平中大塩に茅野工場を新設。1988年（昭和63年）には近赤外線光使用サーボ式オートフォーカスを国内で初めて開発し、この技術を導入したオートフォーカス一眼レフ「チノンGENESIS」を発表して注目を集めた。また黎明期からデジタルカメラの研究開発にも取り組んだ。

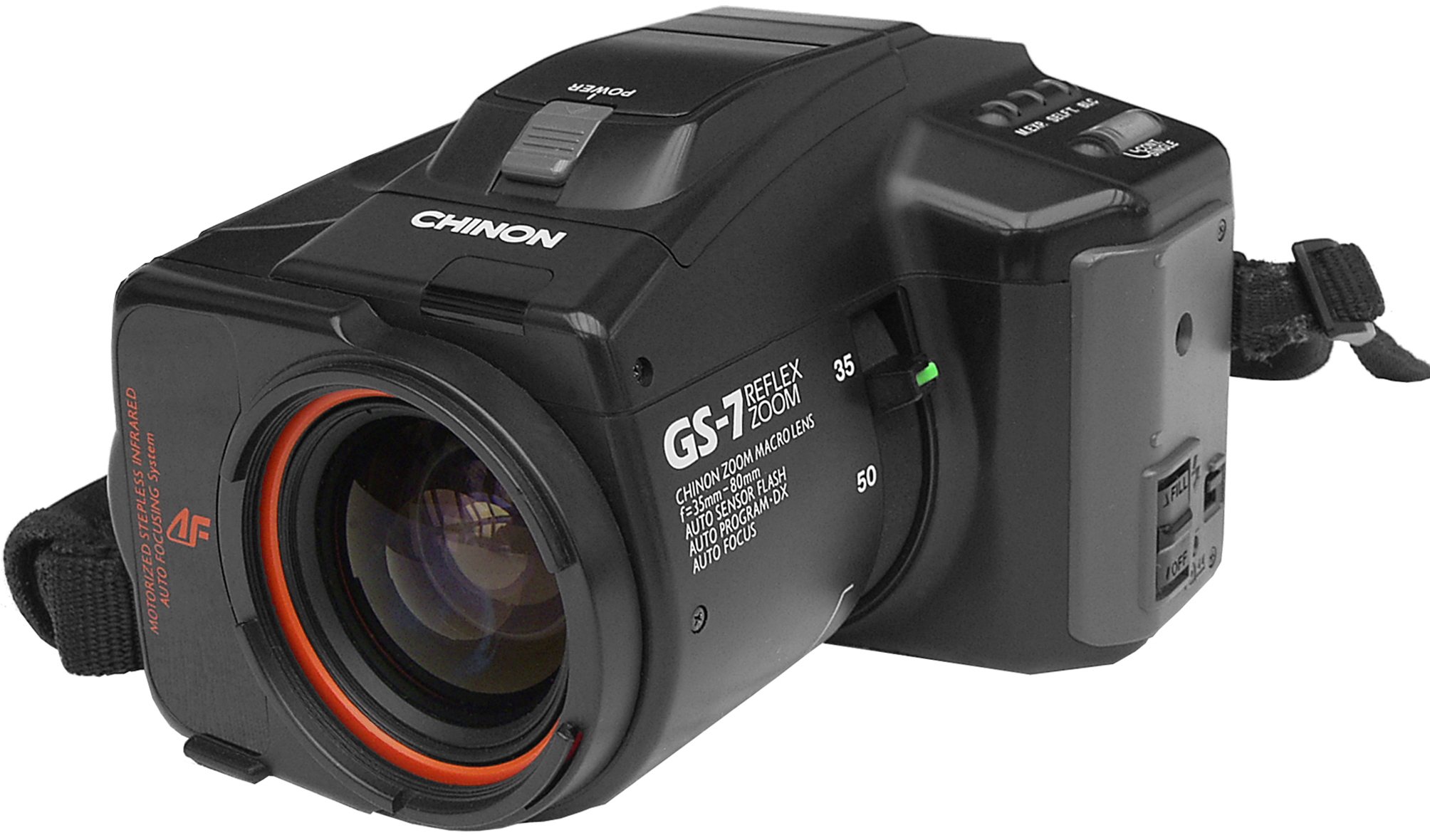
近赤外線光使用サーボ式オートフォーカス採用の一眼レフ、チノンGENESIS GS-7（1988年）

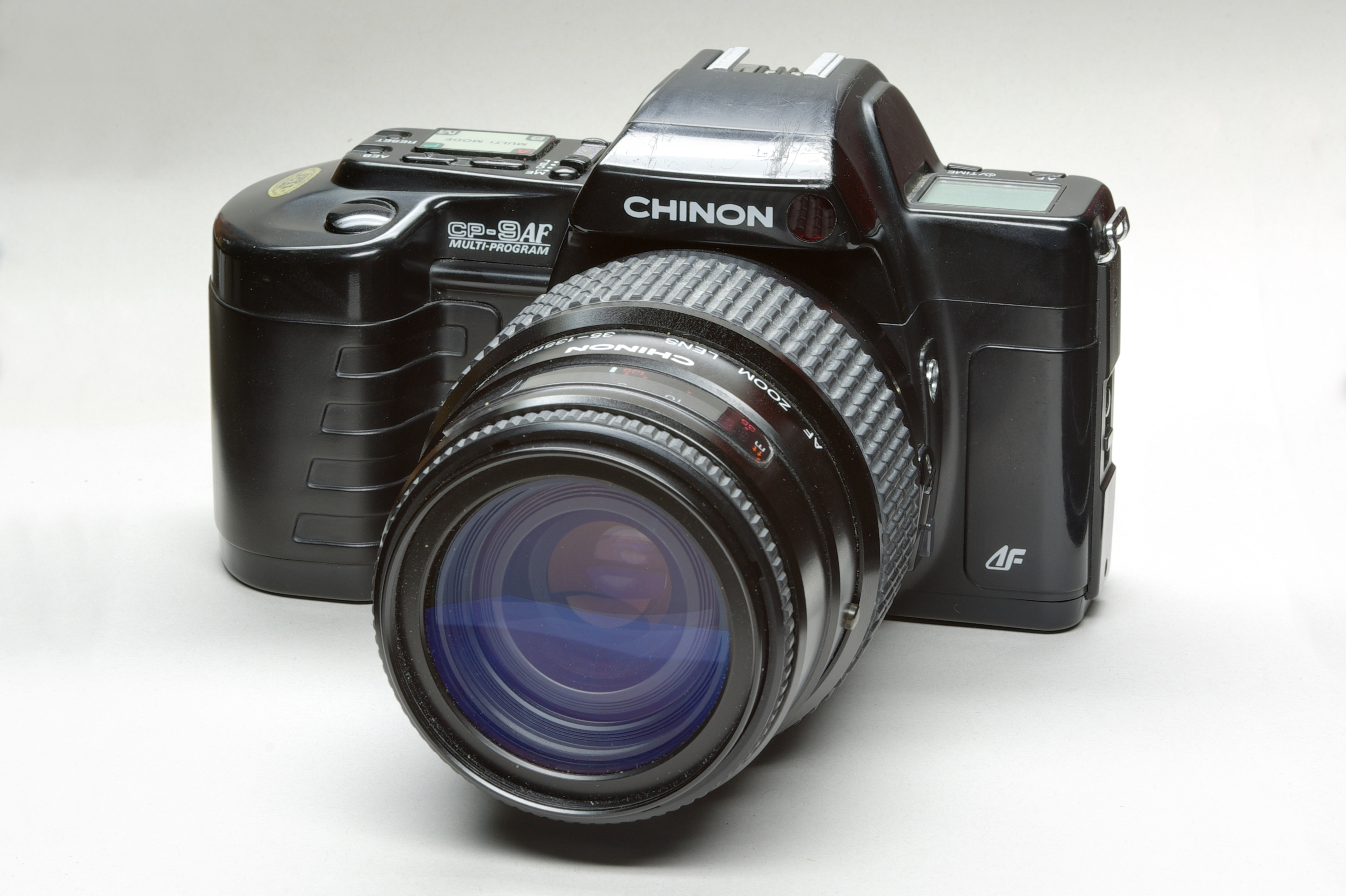
チノンの最後で唯一となったレンズ交換式オートフォーカス一眼レフ、チノンCP-9（1988年）

### 経営多角化の失敗とコダック傘下入り
1980年代、ビデオの普及とともに、長年販売の主軸だった8mmシネカメラ分野が衰退した。スチルカメラについても後発組であることが影響して国内市場の販路確保が難しい状況が続いたため、積極的な経営の多角化を行った。ビデオカメラ用レンズの製造のほか、折からのコンピュータ関連市場の拡大に合わせてフロッピーディスクドライブ 、CD-ROMドライブなどの電子部品、プリンターなどの周辺機器、ファクシミリなどの事務機器を生産し、総合電子機器メーカーへの脱皮を図った。もっとも周辺機器については、自前の販路を持たないことから、一部のプリンターなどを除いてOEMを主体とせざるを得ず、低収益体質を脱することができなかった。
1991年（平成3年）3月期決算では売上高が過去最高の554億円に達しながらも財テク失敗で無配になるなど波乱含みの経営が続いた上、バブル崩壊による景気低迷が追い打ちをかけて1992年（平成4年）に国内のカメラ製造事業を取りやめた。1993年（平成5年）からはチノンブランドおよびコダックOEMのコンパクトデジタルカメラの生産を開始。しかし同年6月に150人の希望退職を募集して茅野社長は退任し、1994年（平成6年）3月には電子機器を製造していた伊那工場と子会社チノン電子を閉鎖した。1996年（平成8年）3月期決算では累積損失が84億円に達して初めて債務超過となり、上場廃止の危機に陥った。

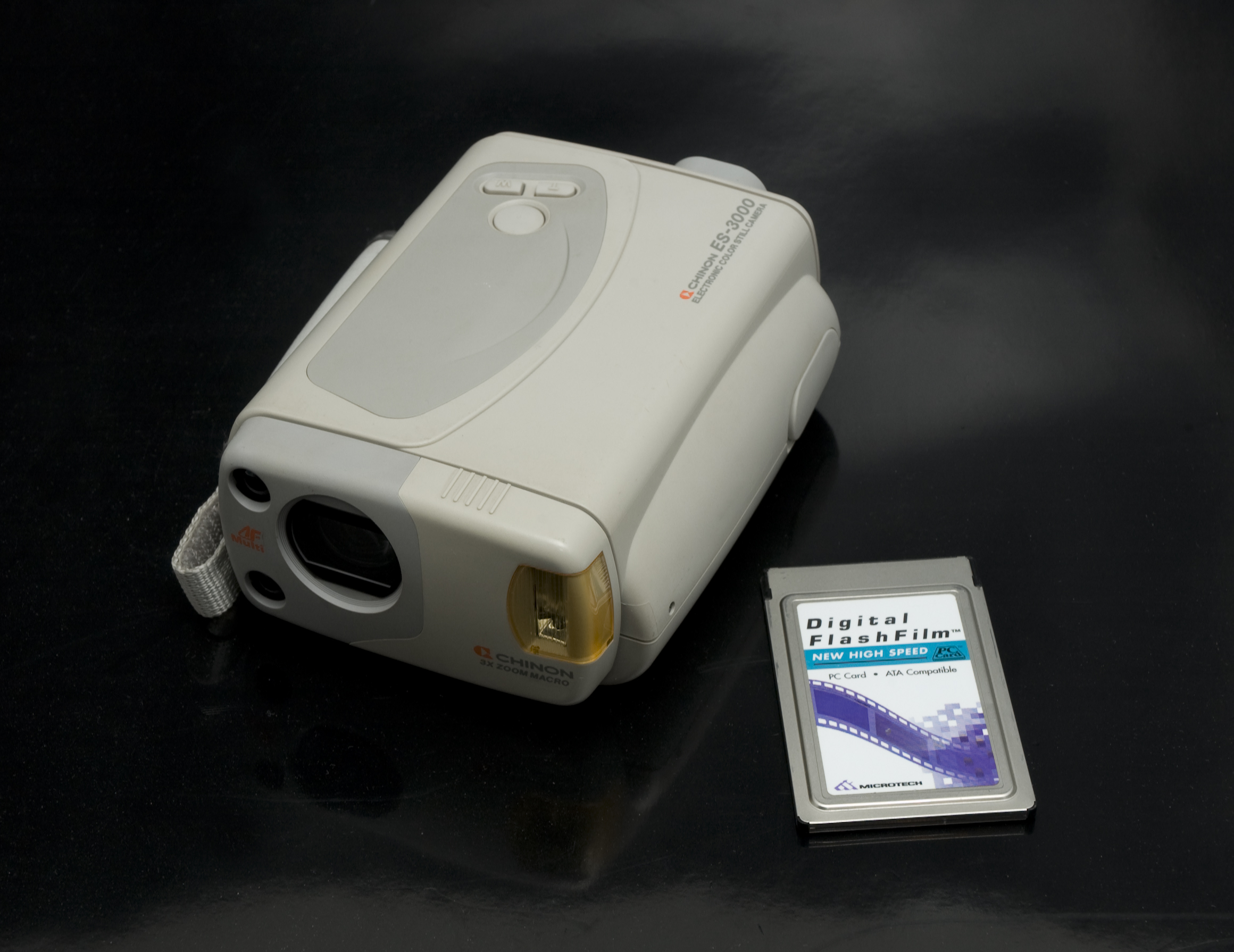
旧チノンによるチノンブランド最終機種となったチノンES-3000（1996年）

このため、赤字が続いていたコンピューター周辺機器事業から完全撤退し、「チノンアメリカ」など海外子会社4法人の解散に踏み切って同年下期を黒字に回復。さらに1985年（昭和60年）から資本参加し筆頭株主だった米イーストマン・コダック社の支援を仰ぐ形で経営再建する方針を固めた。しかしコダック側は全従業員の3割に留まるデジタルカメラの完成品部門に限り支援する考えを示したため、チノン側はコダックが支援しない部品製造部門について分社独立させ、関係従業員の雇用継続を図った上で支援を受けることを決めた。
1997年（平成9年）4月に第三者割当増資でコダックグループの資本比率を50.1%としてグループ傘下に入ったあと、同年9月に部品製造部門と諏訪第一工場・諏訪第二工場（諏訪市中洲）や辰野工場（上伊那郡辰野町伊那富）などの施設を新設の部品製造専門会社「チノンテック株式会社」に譲渡した。分社にあたりコダック側は、部品製造部門のうち、レンズ製造・加工分野に限ってチノン本体に残すよう要求したが、チノン側は新会社の経営安定化には欠かせないとして交渉し、新会社のコダック側への協力を確約する形で分社独立を果たした。

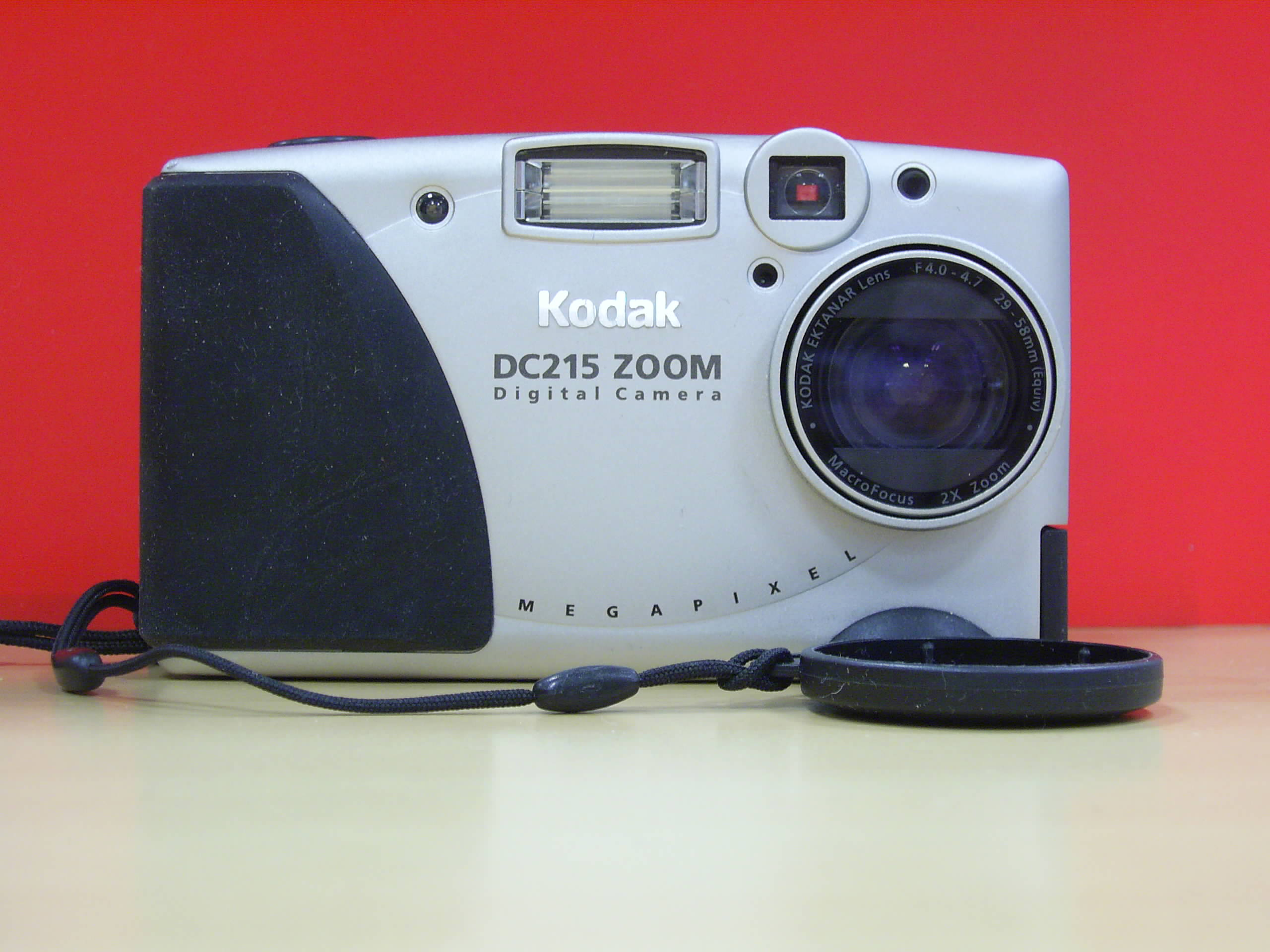
コダック傘下入り後のチノンが手がけたデジタルカメラの1つ、コダックDC215（1998年）

チノンはその後、コダックの日本におけるデジタルカメラ開発製造拠点としてコダックDC290ズームやコダック EasyShare Systemなどを開発。2002年（平成14年）にはデジタルカメラ累計生産台数が500万台を突破したが、一方で早期希望退職の募集を行うなど、2000年（平成12年）以降競争が激化したデジタルカメラ市場での生き残りを図った。
2004年（平成16年）にはコダックグループのデジタルカメラ事業再編の一環として、産業活力再生特別措置法による国の事業再構築計画認定に基づく株式の公開買い付けに応じる形で、コダック子会社のコダックジャパン・デジタルプロダクトディベロップメント株式会社の100%子会社となり、同年6月に同社と合併。コダック株式会社の横浜研究・開発センター（横浜市都筑区、現フレクトロニクス・デジタル・デザイン横浜事業所）を譲り受けた上で、翌7月に社名を「株式会社コダック・デジタル・プロダクト・センター」に改称した。

### フレクストロニクスへの売却とその後
デジタルカメラ市場の低価格化が進み、収益性の悪化に歯止めがかからないことから、米イーストマン・コダック社は2006年8月、コダック・デジタル・プロダクト・センターを含むコダックグループの一般向けデジタルカメラ製造事業を、電子機器受託製造サービス大手のシンガポール企業、フレクストロニクス・インターナショナル社に売却。フレクストロニクス子会社の株式会社フレクストロニクス・デジタル・デザイン本社および茅野事業所として、デジタルカメラ製品の研究開発および生産支援事業を手がけた。
しかしフレクストロニクスは2009年7月、フレクストロニクス・デジタル・デザインの事業を台湾のデバイスメーカー亜洲光学傘下の株式会社AOFジャパン（神奈川県横浜市）に譲渡。茅野事業所は翌2010年4月に岡谷市加茂町1丁目（旧・岡谷富士光機株式会社→富士フイルムテクノプロダクツ株式会社岡谷工場）に移転した（のちの株式会社AOFジャパン岡谷事業所→現・株式会社AOI開発センター）。その後、旧・茅野事業所の用地および施設は2010年8月に茅野市の半導体パッケージ基板メーカー、株式会社イースタン（現：株式会社SIMMTECH GRAPHICS）が取得し、現在はパソコンやスマートフォン向けの基板製造ラインとして使用されている。
一方チノンテックは、これまでに培ったカメラレンズや機体製造の技術を生かし、光学機器、医用機器、レンズ、金型などの各種製造事業を展開。コダック傘下入り後のチノンおよびコダック・デジタル・プロダクト・センター、フレクストロニクス・デジタル・デザインへのデジタルカメラ部品供給も行った。光学部品事業の強化を目的に日立マクセル株式会社との業務・資本提携を図るなどしたが、急激な景気悪化の影響を受けて2009年4月1日、東京地方裁判所に民事再生法の適用を申請した。
チノンテックは取引関係のあった光学機器メーカーエルモ社の支援を受け、エルモ社が設立した同社子会社の株式会社SUWAオプトロニクスが同年10月30日付で事業を承継した。のちエルモ社と同社の親会社株式会社タイテック（名古屋市）の経営統合で誕生したテクノホライゾン・ホールディングスの系列企業再編に伴い、SUWAオプトロニクスは2016年、タイテック子会社の株式会社中日電子（2017年、タイテックに吸収合併）の医療機器事業を譲受して株式会社中日諏訪オプト電子に改称した。
2021年4月1日、テクノホライゾン株式会社と株式会社タイテック、株式会社エルモ社、株式会社中日諏訪オプト電子は合併し、テクノホライゾン株式会社となった。

## 株式会社チノン
旧チノンが株式会社三信製作所から三信光学工業株式会社に改称した1962年、資産管理会社として茅野弘が設立した関連会社、株式会社三信商会を前身とする。旧チノンのコダック傘下入りに同社は含まれず、茅野弘の娘婿で、旧チノン時代にカメラの開発企画に携わっていた茅野正澄が経営を引き継いだ。
茅野正澄は1995年、デジタルカメラ開発・設計を手がける株式会社イメージリンクを諏訪市四賀に設立。さらに旧チノンがコダックデジタルプロダクトセンターに改称後の2005年、コダックが保有していた「CHINON」の商標権を承継して三信商会の商号を株式会社チノンに変更するとともに、コダック社が海外約30か国で登録していた「CHINON」の商標権譲渡を受ける手続きを進め、2009年から海外事業を開始した。
以後、「CHINON」は株式会社チノンが取り扱うデジタルコンパスなどの電子機器ブランドとして使用されている。2009年8月にはトイカメラの企画・制作などを手がける株式会社パワーショベル（東京都）との提携で、チノンが回路設計などを手がけた限定生産のトイデジタルカメラ「デジタルハリネズミ・チノンバージョン」を発売。チノンブランドのカメラとしては「チノンES-1000」以来13年ぶりとなった。2011年4月からは、旧チノン株式会社の「チノンダイレクトサウンド」が登場する自社TVCMを県内ローカル番組で放映した。
さらに2014年3月には、株式会社イメージリンク、株式会社パワーショベルとの共同開発で、8ミリシネカメラスタイルのDマウントレンズ交換式デジタルビデオカメラ「CHINON Bellami HD-1」の予約販売を開始し、コダック傘下入り前の旧チノン株式会社時代以来、約20年ぶりに完全自社ブランドの「チノン」カメラが復活した。2016年10月には小型ウェアラブルカメラ「CHINON PC-1」を発売した。

## 沿革
- 1948年 - 茅野弘が守屋精治、木村正浩と共に、長野県諏訪郡宮川村の寒天工場を間借りして三信製作所を創業。
- 1952年 - 「リコーフレックス」のヘリコイド枠の生産を開始。「有限会社三信製作所」に法人化。
- 1953年 - 「株式会社三信製作所」に改組。
- 1954年 - 本社を長野県諏訪市高島1丁目に移転。東京都新宿区に東京営業所開設。
- 1956年 - 8mmシネレンズの生産を開始。
- 1957年 - 独自のヘリコイド・鏡胴技術を応用したズームレンズを開発。
- 1959年 - 「オリンパスペン」の生産開始。
- 1960年 - 8mmシネ用「チノン・ズームレンズ」を独自ブランドで生産開始。
- 1962年 - 「三信光学工業株式会社」に改称、東京店頭銘柄として株式を公開。自社ブランドのレギュラー8mmカメラ「チノン・ズーム8（SD-7）」の生産を開始。
- 1965年 - レギュラー8mmカメラ「チノンパワーマスター（SD-802）」の生産開始。
- 1966年 - スーパー8mmカメラ「チノンダート（SD-1302）」生産開始。
- 1967年 - スーパー8mmカメラ「チノン400、600、800（SD-19)」の生産開始。
- 1969年 - スーパー8mmカメラ「チノンダート70（SD-21）」生産開始
- 1970年 - スーパー8mmカメラ「チノン470（SD-1903）」製造開始、スーパー8mmカメラ「チノン1070（SD-24）」生産開始。
- 1971年 - 「チノンムービーサウンドレコーダー」の生産開始。
- 1972年 - M42マウント35mm一眼レフカメラ「チノンM-1」生産開始、スーパー8mmカメラ「チノン32、33」生産開始。
- 1973年 - 社名を「チノン株式会社」に改称。東京証券取引所第二部に上場。東京営業所を東京支店に改組。M42マウントで瞬間絞込み測光TTL-EEの35mm一眼レフカメラ「チノンCEメモトロン」生産開始。
- 1974年 - 110フィルム使用カメラ「チノンミニ55」生産開始、サウンド8mmカメラ「チノン805S、605S、255XLダイレクトサウンド」の生産開始、ダイレクトサウンド8mmカメラ、プロジェクターの国内販売開始。
- 1975年 - 35mm一眼レフカメラ「チノンCE-IIメモトロン」生産開始、サウンド8mmカメラ「チノン1200SM」製造開始、サウンド8mmカメラ「チノン256SXL、506SMXL、606SM、806SMニューダイレクトサウンド」製造開始。
- 1976年 - サウンド8mmカメラ「チノン100SXL」製造開始
- 1977年 - 35mmコンパクトカメラ「チノン35EE-II」製造開始、サウンド8mmプロジェクター「サウンド9500」製造開始、35mm一眼レフカメラ「チノンCE-3メモトロン」生産開始、サウンド8mmカメラ「チノン40SMXL、60SMXL」（愛称「音八くん」）生産開始。
- 1979年 - ビデオカメラ用レンズユニットの生産を開始、ビデオカメラに進出。
- 1980年 - Kマウントを採用した35mm TTL-AE一眼レフ「チノンCE-4」生産開始。
- 1982年 - プリンターの生産を開始。35mm一眼レフ「チノンCE-4」生産開始。
- 1983年 - フロッピーディスクドライブの生産を開始。
- 1984年 - 8mmシネカメラ・プロジェクターの生産を中止。アメリカ販売子会社の「チノンアメリカ」を設立。日本電気ホームエレクトロニクスとの共同出資でN&Cソフトウェア株式会社を設立。
- 1985年） - イーストマン・コダック社への35mmカメラOEM供給開始。
- 1986年 - 長野県茅野市豊平中大塩に茅野工場開設。
- 1988年 - 近赤外線光使用サーボ式AFを採用したブリッジタイプの35mm一眼レフ「チノンGENESIS」を発売。
- 1989年 - 長野県茅野市豊平中大塩に茅野第二工場開設。
- 1992年 - カメラ国内生産から全面撤退し台湾子会社に移管。
- 1993年 - デジタルカメラの生産開始。
- 1994年 - 伊那工場および子会社チノン電子を閉鎖。フロッピーディスクドライブの生産中止。東京支店を閉鎖。
- 1996年 - 旧チノンのチノンブランド最終機種となったデジタルカメラ「チノンES-3000」と「チノンES-1000」（OEMで同型のKodak DC-20と平行生産）発売[13]。累積損失84億円で債務超過に陥り、本社を茅野工場内に移転。
- 1997年 - コダックグループ傘下入り。デジタルカメラ完成品部門を除く部品製造部門全般をチノンテック株式会社に譲渡。
- 1999年 - チノン開発の230万画素デジタルカメラ「Kodak DC290 Zoom」発売。
- 2001年 - チノン開発のデジタルカメラデータ転送システム「Kodak EasyShare System」およびEasyShare対応コンパクトデジタルカメラ「Kodak DX3600 Zoom」「Kodak DX3900 Zoom」発売。
- 2002年 - チノンのデジタルカメラ累計生産台数が500万台を突破。
- 2004年 - 公開買い付けでチノンの全株式を取得したコダックジャパン・デジタルプロダクトディベロップメント株式会社と合併し「株式会社コダック・デジタル・プロダクト・センター」に改称。
- 2005年 - コダック傘下入り以前の旧チノン株式会社の関連会社、株式会社三信商会（諏訪市四賀）が「CHINON」の商標権を承継し、「株式会社チノン」に改称。
- 2006年 - コダックが株式会社コダック・デジタル・プロダクト・センターをフレクストロニクス・インターナショナル社（シンガポール）に売却。「株式会社フレクストロニクス・デジタル・デザイン」に改称。
- 2009年 - フレクストロニクスが株式会社フレクストロニクス・デジタル・デザインの事業を亜洲光学グループ（台湾）の株式会社AOFジャパンに譲渡。
- 2014年 - 20年ぶりの完全自社ブランドとなるデジタルビデオカメラ「CHINON Bellami HD-1」を株式会社チノンが発売。